# Корхана
Корхана (рум. Corhana) — село у повіті Нямц в Румунії. Входить до складу комуни Дулчешть.
Село розташоване на відстані 288 км на північ від Бухареста, 33 км на схід від П'ятра-Нямца, 62 км на захід від Ясс.

## Населення
За даними перепису населення 2002 року у селі проживали 687 осіб, усі — румуни. Усі жителі села рідною мовою назвали румунську.